# Basson’s Industries
Die Basson’s Industries Corporation war ein US-amerikanischer Automobilhersteller.

## Beschreibung
Das Unternehmen hatte seinen Sitz in Bronx in New York. 1956 stellte es Automobile her, die als Basson’s Star vermarktet wurden.

## Fahrzeuge
Das einzige Modell war ein dreirädriger, zweisitziger Roadster namens Basson’s Star. Das elegante Fahrzeug ohne Türen hatte hinten einen kleinen Einzylinder-Zweitaktmotor von den ILO-Motorenwerken eingebaut, der 10 bhp (7,4 kW) lieferte und die Hinterräder antrieb. Das US$ 999,– teure Fahrzeug war etwa 3200 mm lang und wurde nur in wenigen Exemplaren hergestellt. Es ging aus der Martinette-Konstruktion von der Commonwealth Research Corporation hervor. Gil d’Andrea war an Produktion und Vertrieb beteiligt.